# Willie-John McBride
Pas d'image ? Cliquez ici

a Compétitions nationales et continentales officielles uniquement.

b Matchs officiels uniquement.
Dernière mise à jour le 27 décembre 2009.
William James McBride, connu sous le nom de Willie-John McBride, est né le 6 juin 1940 à Toomebridge, Antrim (Irlande). Évoluant au poste de deuxième ligne, c'est un international irlandais de rugby à XV, de 1962 à 1975. Il est également considéré comme l'un des plus grands joueurs de l'histoire des Lions britanniques, sélection dont il détient le record de tests disputés. Avec les Lions, il remporte deux séries, en 1971 en Nouvelle-Zélande, et en 1974 en Afrique du Sud, tournée où il est le capitaine de l'équipe.

## Repères biographiques
William James McBride nait dans une famille de paysans vivant près du village de Toomebridge, proche de la ville de Ballymena en Irlande du Nord. Son père, aussi prénommé William James, meurt alors qu'il a quatre ans. Sa mère élève seule une famille également composée d'une fille ainée, et de trois autres garçons. 
Ses premières années sont difficiles au sein d'une ferme qui ne possède pas de matériel agricole et travaille avec l'aide de chevaux. Ses débuts sont ainsi tardifs dans le monde du rugby : personne dans sa famille ne pratique le sport, et il doit consacrer ses soirées et week-ends au travail familial. Scolarisé à la Ballymena Academy, son premier sport est la perche, sport où il devient par deux fois champion scolaire de l'Ulster. C'est par hasard qu'il dispute son premier match de rugby : son école, manquant d'un joueur, le contacte en raison de son gabarit. Il devient rapidement un joueur majeur de l'école.

## Carrière
Il découvre le niveau international en janvier 1961 à l'occasion d'une tournée des Sprinboks, rencontre qu'il dispute avec l'Ulster. Sélectionné pour la première fois pour l'équipe d'Irlande lors du premier match du Tournoi des Cinq Nations 1962, face à l'équipe d'Angleterre, il dispute les trois autres matches du Tournoi où l'Irlande, en raison de trois défaites et un nul, termine à la dernière place. 
Il est sélectionné la même année pour la tournée des Lions britanniques et irlandais en Afrique du Sud. Il obtient sa première sélection lors du troisième test disputé au Cap face aux Springboks, rencontre perdue par les Lions sur le score de 8 à 3. Il est également présent à Bloemfontein où les Lions s'inclinent 34 à 14, la série se terminant par trois victoires des Springboks et un nul. McBride dispute un total de onze rencontres, inscrivant un essai lors de la dernière rencontre de la tournée face à l'East Africa, équipe composée de joueurs du Kenya, de l'Ouganda et de la Tanzanie.
En 1963, il dispute de nouveau les quatre matches du Tournoi, remportant sa première victoire dans un test à Cardiff face aux Gallois.
En 1964, il est absent face aux Gallois lors du Tournoi : cette rencontre est sa seule absence lors d'un match des Cinq Nations en quatorze éditions. Deuxième en 1965 avec deux victoires, un nul et une défaite, l'Irlande termine quatrième l'année suivante. Cette même année 1965, il concède une défaite à Dublin face aux Springboks sur le score de 9 à 6. Lors de l'édition 1966 du Tournoi, l'Irlande remporte sa première victoire lors du dernier match face aux Gallois, s'inclinant face aux Français et aux Écossais et obtenant le nul à Londres.
Il est de nouveau présent pour la tournée des Lions en Australie et Nouvelle-Zélande, tournée où il dispute 21 matches, dont les trois derniers tests, trois défaites, face aux All Blacks, et où il inscrit un essai face à une sélection représentant la South Australia Rugby Union.
Lors d'un match de la tournée 1968, disputée en Afrique du Sud, il met un terme à un bagarre générale lors d'un rencontre face à l'Eastern Transvaal, bagarre qui fait suite à l'expulsion de John O'Shea, la première pour un joueur des Lions pour une faute dans le jeu, en stoppant un spectateur qui s'était mis à frapper le joueur expulsé lors de sa sortie du terrain. Pour le premier test, disputé à Pretoria, il inscrit un essai, mais il concède une nouvelle défaite, sa sixième en autant de rencontres. Lors du test suivant, à Port Elizabeth, les Lions obtiennent le match nul, mais concède ensuite deux nouvelles défaites, au Cap et à Johannesbourg. Le bilan personnel de McBride est de 11 rencontres disputées, sept victoires lors des matchs face aux provinces ou sélections, et trois défaites et un nul face aux Springboks.
En 1969, l'Irlande remporte ses trois premiers matchs, à Dublin face aux Français sur le score de 17 à 9 puis face aux Anglais sur le score de 17 à 15 et à Édimbourg face à l'Écosse par 16 à 0. Elle se rend ainsi à Cardiff avec la possibilité de réussir le Grand Chelem, mais doit s'incliner sur le score de 24 à 11. En 1970, il rencontre une nouvelle fois les Springboks lors d'une tournée dans les Iles britanniques (en), cette tournée étant vivement contestée, notamment en Irlande, en raison de l'apartheid. Cette rencontre se solde sur un score nul de 8 partout. Lors du tournoi, L'Irlande termine avec deux victoires et deux défaites.

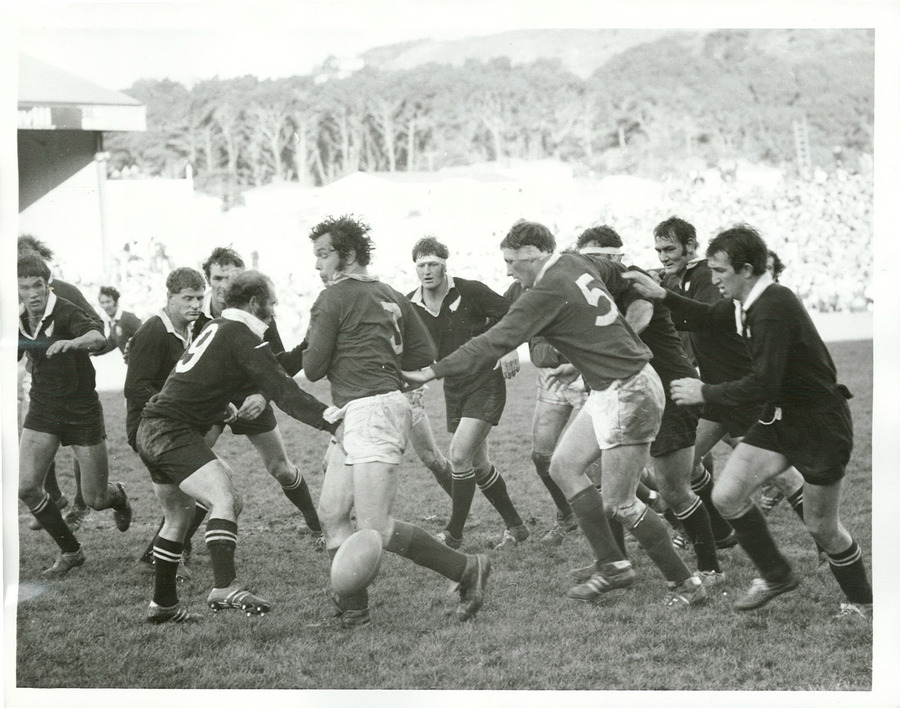
Willie-John McBride, avec le no 5 lors du 3e test à Wellington.

Appelé pour sa quatrième tournée en 1971, en Nouvelle-Zélande, il décide dans un premier temps de ne pas honorer cette sélection, afin de privilégier sa carrière professionnelle. C'est Carwyn James, entraîneur de Llanelli et des Lions qui le convainc en lui rétorquant, à sa remarque qu'il en a assez de perdre, qu'il forme une équipe pour battre les All Blacks. Il remporte ainsi son premier test avec les Lions. Cette victoire est obtenue à Dunedin lors du premier test de la série. Après une défaite à Christchurch, les Lions s'imposent à Wellington avant de s'assurer la victoire dans la série en faisant match nul à Auckland. C'est la première fois que les Lions remportent une série en Nouvelle-Zélande. En plus des quatre tests, McBride dispute dix autres rencontres. Le bilan des Lions sur la tournée est de 23 victoires, 2 défaites et un nul.
L'Irlande remporte ses deux premiers matches du Tournoi 1972 à l'extérieur, à Colombes face aux Français (14-9), puis à Twickenham contre les Anglais (16-12). Elle se trouve en excellente position pour réaliser le Grand Chelem, exploit qu'elle n'a plus réussi depuis 1948. Toutefois, elle ne peut le réaliser, l'Écosse et le pays de Galles refusant de se rendre à Dublin en raison du conflit nord-irlandais. Le premier match international de l'année 1973 pour les Irlandais est une rencontre contre les All Blacks. lors de la tournée de ces derniers en Europe et Amérique du Nord (en). Les All Blacks ont auparavant battu les Gallois, les Écossais et les Anglais. Menés 10 à 6, les Irlandais inscrivent en fin de rencontre un essai par l'ailier Tom Grace. Revenu à 10 partout, l'Irlande ne parvient pas à l'emporter pour la première fois de son histoire face aux Néo-Zélandais, Barry McGann manquant la transformation. Ce match nul prive les All Blacks d'un Grand Chelem face aux quatre nations britanniques. La semaine suivante, McBride affronte une nouvelle fois les All Blacks, mais avec une sélection des Barbarians. Celle-ci, majoritairement composée des joueurs qui ont battu les Néo-Zélandais avec les Lions en 1971, s'impose sur le score de 23 à 11 dans un match considéré comme l'un des plus grands matchs de l'histoire. Pour sa première rencontre du Tournoi 1973, l'Irlande doit accueillir l'Angleterre à Lansdowne Road. David Duckham, qui a évolué avec McBride lors de la tournée des Lions en 1971, prévient celui-ci qu'il ne se rendra pas à Dublin pour disputer ce match, sous la pression de sa femme. McBride, craignant que cette décision soit suivie par d'autres et condamne la rencontre, invite alors celle-ci à venir passer la journée du match avec sa femme et les femmes des autres joueurs irlandais, ce qui convainc Duckham et sa femme de le laisser disputer la rencontre. Malgré l'hostilité entre les deux nations, l'Angleterre est accueillie par une standing ovation. L'Irlande s'impose, puis s'incline en Écosse. Après une défaite à Cardiff face aux Gallois, première rencontre où McBride est capitaine, l'Irlande remporte son dernier match, face aux Français. Les quatre équipes sont à égalité, chacune remportant ses deux rencontres à domicile.
Vaincus à Paris lors de l'ouverture du Tournoi 1974, les Irlandais concèdent le nul à domicile face aux Gallois, avant de s'imposer ensuite à Twickenham face aux Anglais, puis à Lansdowne Road face aux Écossais pour remporter avec cinq points le Tournoi. C'est la première fois depuis vingt-trois ans que l'Irlande s'impose seule dans le Tournoi.
Pour la tournée des Lions 1974, en Afrique du Sud, son entraîneur en équipe d'Irlande, Syd Millar qui est aussi son ancien coéquipier à Ballymena et en équipe d'Irlande, est désigné entraîneur de la tournée. William James McBride est désigné capitaine de l'équipe. Pour sa cinquième tournée avec les Lions, il est fortement impliqué dans le processus de sélection de l'équipe. Il dispute treize matches lors de cette tournée, dont les quatre tests, et inscrit un essai face au Boland. Le bilan de la tournée est ainsi de trois victoires et un nul lors des tests, de 21 victoires sur 22 rencontres disputées au total, 729 points marqués et 307 encaissés. C'est la première série remportée par les Lions sur le sol sud-africain depuis 1896. Durant cette tournée McBride met en place l'appel 99 : voulant protéger ces coéquipiers de toute expulsion en cas de rébellion face à un vilain geste ou provocation d'un adversaire, il demande, par cette annonce, à tout joueur des Lions sur le terrain d'arrêter immédiatement toute action, puis de ceinturer son adversaire le plus proche. Elle occasionne ainsi une bataille générale de trente secondes, rendant impossible pour l'arbitre de sévir, sa seule solution étant alors d'expulser toute l'équipe ou aucun joueur.
Pour son dernier Tournoi, en 1975, l'Irlande débute par une victoire à Lansdowne Road face à l'Angleterre, mais s'incline lors du match suivant en Écosse. Lors du troisième match, l'Irlande reçoit la France. À la dernière minute de la rencontre, Willie John McBride est le premier à plonger sur un coup de pied de son ailier Tom Grace, inscrivant ainsi son premier essai sous le maillot irlandais. Après une défaite face aux Gallois, qui remportent le Tournoi, l'Irlande partage avec quatre points la deuxième place avec l'Écosse et la France.

## Palmarès
Willie John McBride compte 63 sélections avec l'Équipe d'Irlande, dont 11 en tant que capitaine. Ces sélections se décomposent en 4 en 1962, 5 en 1963, 3 en 1964, 5 en 1965, 4 en 1966, 6 en 1967, 5 en 1968, 4 en 1969, 5 en 1970, 4 en 1971, 3 en 1972, 5 en 1973, 6 en 1974 et 4 en 1975.
Willie John McBride est vainqueur du Tournoi des Cinq Nations en 1973, victoire partagée par les cinq équipes qui remportent chacune deux victoires, et 1974, chaque fois en tant que capitaine de l'Irlande. Il dispute quatorze éditions consécutives du Tournoi, de 1962 à 1975. Il dispute 53 des 54 matches disputés par l'Irlande durant ces éditions, sa seule absence ayant lieu lors de l'édition 1964 contre le pays de Galles. Son bilan de 23 victoires, 23 défaites et 7 nuls. Il n'inscrit qu'un seul essai.
| Édition           | Rang       | Résultats Irlande | Résultats Willie John McBride | Matches Willie John McBride |
| ----------------- | ---------- | ----------------- | ----------------------------- | --------------------------- |
| Cinq Nations 1962 | 5e         | 0 v, 1 n, 3 d     | 0 v, 1 n, 3 d                 | 4/4                         |
| Cinq Nations 1963 | 4e         | 1 v, 1 n, 2 d     | 1 v, 1 n, 2 d                 | 4/4                         |
| Cinq Nations 1964 | 5e         | 1 v, 1 n, 2 d     | 1 v, 0 n, 2 d                 | 3/4                         |
| Cinq Nations 1965 | 2          | 2 v, 1 n, 1 d     | 2 v, 1 n, 1 d                 | 4/4                         |
| Cinq Nations 1966 | 4e         | 1 v, 1 n, 2 d     | 1 v, 1 n, 2 d                 | 4/4                         |
| Cinq Nations 1967 | 2          | 2 v, 0 n, 2 d     | 2 v, 0 n, 2 d                 | 4/4                         |
| Cinq Nations 1968 | 2          | 0 v, 1 n, 3 d     | 0 v, 1 n, 3 d                 | 4/4                         |
| Cinq Nations 1969 | 2          | 3 v, 0 n, 1 d     | 3 v, 0 n, 1 d                 | 4/4                         |
| Cinq Nations 1970 | 3          | 2 v, 0 n, 2 d     | 2 v, 0 n, 2 d                 | 4/4                         |
| Cinq Nations 1971 | 3          | 2 v, 1 n, 1 d     | 2 v, 1 n, 1 d                 | 4/4                         |
| Cinq Nations 1972 | Non classé | 2 v, 0 n, 0 d     | 2 v, 0 n, 0 d                 | 2/2                         |
| Cinq Nations 1973 | 1          | 2 v, 0 n, 2 d     | 2 v, 0 n, 2 d                 | 4/4                         |
| Cinq Nations 1974 | 1          | 2 v, 1 n, 1 d     | 2 v, 1 n, 1 d                 | 4/4                         |
| Cinq Nations 1975 | 2          | 2 v, 0 n, 2 d     | 2 v, 0 n, 2 d                 | 4/4                         |

Légende : v = victoire ; n = match nul ; d = défaite ; la ligne est en gras quand il y a Grand chelem.
Avec les Lions, il participe à cinq tournées, disputant 17 tests et 71 matches, détenant les records pour un joueur des Lions dans ces deux statistiques,. Il remporte cinq tests, subit neuf défaites, et obtient trois nuls. Il inscrit un seul essai en test, face aux Springboks en 1968 lors du premier test à Pretoria.
En 1983, il est le manager de l'équipe des Lions qui se rend en tournée en Nouvelle-Zélande, l'entraîneur étant l'Écossais Jim Telfer. Cette sélection perd la série par quatre à zéro.
Il dispute également quatre rencontres avec les Barbarians : contre les Leicester Tigers en mars 1963, l'Australie en janvier 1967, les All Blacks en janvier 1973 et novembre 1974, match où il est le capitaine de son équipe.